# Paul Koschmieder
Paul „Pat“ Koschmieder (* 10. April 1922 in Dortmund) ist ein ehemaliger deutscher Fußballspieler. Der Mittelläufer im damals praktizierten WM-System, gewann mit seinem Verein Borussia Dortmund in der erstklassigen Fußball-Oberliga West in den Jahren 1948–50 und 1952/53 viermal die westdeutsche Meisterschaft. Als Spielführer führte der gelernte Autoschlosser den BVB 1949 in das Endspiel um die deutsche Fußballmeisterschaft.

## Karriere
Der beidfüßige und kopfballstarke Mittelläufer, der BVB-Jugend entstammend, mit der er 1938/39 die Westfalenmeisterschaft (HJ-Gebietsmeisterschaft) errungen hatte, war über Jahre nach dem Ende des Zweiten Weltkriegs der ruhende Pol in der schwarz-gelben Defensive und verkörperte nach Kirn/Natan den „Verteidiger von englischem Format“. Er gehörte am 18. Mai 1947 der Elf von Trainer Ferdinand Fabra an, die im Stadion am Schloss Strünkede in Herne, vor 30.000 Zuschauern, mit einem 3:2-Sieg gegen den FC Schalke 04 die Westfalenmeisterschaft errang und damit die vormalige Dominanz der „Königsblauen“ durchbrach. Im Zusammenspiel mit den Außenläufern Max Michallek und Paul Janowski bildete er die Grundlage für das Offensivspiel der Angriffsreihe um Herbert Sandmann, Alfred Preißler, August Lenz, Friedrich Ibel und Franz Podgorski. Das Finale um die Britische Zonenmeisterschaft wurde am 13. Juli 1947 in Düsseldorf vor 60.000 Zuschauern mit 0:1 Toren gegen den Hamburger SV verloren.
Beim Debütspieltag der neu eingeführten erstklassigen Oberliga West, am 14. September 1947, war „Pat“ Koschmieder als Abwehrchef einer der Garanten zum 3:0-Heimerfolg gegen den späteren Vizemeister Sportfreunde Katernberg. Beim Titelgewinn absolvierte der Mittelläufer 22 von 24 Ligaspielen für die Borussia. Bei der erfolgreichen Titelverteidigung 1949 fehlte der Spielführer in keinem der 24 Rundenspiele. Der BVB gewann mit dem neuen Trainer Viktor „Edy“ Havlicek mit acht Punkten Vorsprung vor Vize Rot-Weiss Essen die zweite Meisterschaft im Westen.
Zum sportlichen Höhepunkt wurden aber die Spiele um die deutsche Fußballmeisterschaft im Juni/Juli 1949. Nach dem klaren 5:0-Erfolg gegen den Berliner SV 92 benötigte der Westmeister im Halbfinale zwei Spiele um sich gegen die „Walter-Elf“ des 1. FC Kaiserslautern durchsetzen zu können. Das erste Spiel endete am 26. Juni im Stadion an der Grünwalder Straße in München 0:0 unentschieden, ehe sich Koschmieder und Kollegen im Wiederholungsspiel am 3. Juli in Köln vor 60.000 Zuschauern im Müngersdorfer Stadion mit 4:1 Toren für das Endspiel qualifizierten. Die Auseinandersetzung mit dem spiel- und torgefährlichen Lauterer-Innentrio mit Fritz Walter, Ottmar Walter und Werner Baßler stellte eine besondere Bewährung für den Abwehrdirigenten der Dortmunder dar.
Das Finale fand am 10. Juli im Stuttgarter Neckarstadion vor 92.000 Zuschauern statt und ging als „Hitzeschlacht von Stuttgart“ in die Fußball-Historie ein. Der BVB-Spielführer bildete mit Willi Buddenberg und Erich Schanko die Läuferreihe. Die Männer aus der badischen Quadratestadt, trainiert von Hans „Bumbes“ Schmidt, immer wieder nach vorne getrieben durch Ernst Langlotz und Rudolf de la Vigne, setzten sich in der Verlängerung mit 3:2 Toren durch und gewannen die deutsche Meisterschaft 1949.
Mit Trainer Hans „Bumbes“ Schmidt gewann der 31-jährige Koschmieder in der Serie 1952/53 die vierte Meisterschaft in der Oberliga West. Für das Tor war Heinrich Kwiatkowski als Neuzugang gekommen und Alfred Preißler war wieder von Münster nach Dortmund zurückgekehrt. Die Gruppenspiele beendete Dortmund mit 10:2 Punkten. Die einzige Niederlage erlitt die Schmidt-Elf gegen den VfB Stuttgart, der in der Endabrechnung ebenfalls 10:2 Punkte aufwies. Auch die Tordifferenz war mit 17:7 (BVB) beziehungsweise 16:6 (VfB) identisch. Durch das Divisionsverfahren qualifizierte sich jedoch die von Georg Wurzer trainierte Mannschaft des VfB Stuttgart hauchdünn durch das um 0,238 Tore bessere Trefferverhältnis für das Finale. Damit scheiterte Koschmieder nach 1949 denkbar knapp am erneuten Einzug in ein Endspiel um die deutsche Meisterschaft. Er hatte alle sechs Gruppenspiele gegen den VfB Stuttgart, Hamburger SV und Union Berlin bestritten.
Im Jahr der Fußballweltmeisterschaft 1954 absolvierte er nochmals alle 30 Ligaspiele, ehe er in der Saison 1954/55 mit den drei letzten Oberligaeinsätzen seine aktive Spielerlaufbahn nach insgesamt 167 Oberligaspielen (1 Tor) beendete.
In späteren Jahren betätigte er sich zeitweise im BVB-Vorstand. Nach der aktiven Karriere war er mindestens im Jahr 1997 noch für die Traditionsmannschaft Borussia Dortmunds aktiv.

## Familie
Sein Sohn Horst Koschmieder spielte auch bei Borussia Dortmund, konnte sich aber nicht für die Wettkampfmannschaft empfehlen. Für die SpVgg Erkenschwick spielte er in den 1970er Jahren zeitweise zweitklassig in der Regionalliga West und der 2. Bundesliga.